# Simplicia subterminalis
Simplicia subterminalis là một loài bướm đêm trong họ Noctuidae.